# Rio Auzoue
O rio Auzoue é um rio dos departamentos de Gers e Lot-et-Garonne, no sul de França. É afluente do rio Gélise em cerca de 74 km de comprimento, drenando uma bacia de 283 km2.
Ao longo do seu percurso passa pelos seguintes departamentos e comunas:
- Departamento de Gers: Bassoues, Peyrusse-Grande, Cazaux-d'Anglès, Lupiac, Belmont, Castillon-Debats, Préneron, Vic-Fezensac, Lannepax, Courrensan, Gondrin, Lagraulet-du-Gers, Montréal, Fourcès
- Departamento de Lot-et-Garonne: Lannes, Mézin